# كونور كيني
كونور كيني (بالإنجليزية: Conor Kenny)‏ هو لاعب قذف أيرلندي، ولد في 12 أكتوبر 1992 في Newbridge, County Kildare ‏ في جمهورية أيرلندا.